# Colonia La Argentina (Entre Ríos)
Colonia La Argentina es una localidad y centro rural de población con Junta de Gobierno de 2ª categoría, hasta el 31 de diciembre de 2022. Actualmente pertenece a la jurisdicción de la Comuna de Gualeguaycito, en el distrito Gualeguaycito del departamento Federación, en la provincia de Entre Ríos, República Argentina. Se encuentra a 4 km de la Ruta Nacional 14.
La población de la localidad, es decir sin considerar el área rural, era de 69 personas en 2001 y no fue considerada localidad en el censo 1991. La población de la jurisdicción de la junta de gobierno era de 383 habitantes en 2001.
La junta de gobierno fue creada por decreto 5319/1985 MGJE del 23 de diciembre de 1985 y sus límites jurisdiccionales fueron fijados por decreto 1952/1987 MGJE del 23 de abril de 1987.
Debido a que no cuenta con un circuito electoral propio, en las elecciones realizadas en 2003, 2007, 2011, 2015 y 2019 eligió una Junta de Gobierno unificada con los centros rurales de población cercanos de Paraje Guayaquil y de Gualeguaycito, con los que comparte circuito electoral.
Por Decreto 2586/2022 MGJ del 4 de agosto de 2022, se reconoce las jurisdicciones de los ex Centros Rurales de Población de Gualeguaycito, Colonia La Argentina y Paraje Guayaquil, como territorio de la nueva Comuna de Gualeguaycito. Por decreto complementario N° 4777 MGJ del 28 de diciembre de 2022, los actuales integrantes de la Junta de Gobierno, asumen la autoridad de la Comuna hasta terminar su mandato el 10 de diciembre de 2023.
Cuenta con un templo católico e infraestructura cloacal, un centro de salud y la Sede Comunal.